# Gran porto marittimo di Marsiglia

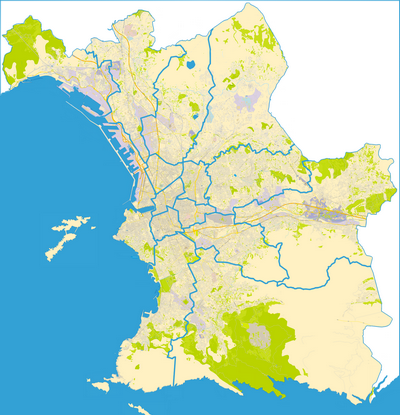
Bacino Est: Marsiglia

Il Gran porto marittimo di Marsiglia (Grand port maritime de Marseille) è un porto commerciale francese, diviso in due bacini, est (Marsiglia) e ovest (Martigues, Port-de-Bouc, Fos-sur-Mer e Port-Saint-Louis-du-Rhône).
Il porto, che nel 2011 ha avuto un traffico complessivo di 88 milioni di tonnellate di merci, genera 45.000 posti di lavoro e 4 miliardi di euro di valore aggiunto, secondo uno studio OCSE. È il primo porto di Francia e del Mediterraneo, il quarto porto europeo e il 41º porto mondiale.

## Storia
Storicamente il porto originale era il porto vecchio di Marsiglia. Nel 1840, a causa dell'espansione coloniale in Algeria, il traffico marittimo diventò troppo intenso per le capacità del porto vecchio e l'ampliamento sembrò necessario. Siccome era il secondo porto della Francia, la questione era troppo importante e fu deciso di costruirlo al di fuori della città tramite la legge del 5 agosto 1844. Il governo ordinò la costruzione del bacino di la Joliette, a nord del Porto Vecchio, attraverso un ambizioso progetto (18 milioni di franchi). Per la costruzione furono utilizzate tecniche che prevedevano blocchi di cemento. Le infrastrutture di Joliette cominciarono ad essere utilizzate nel 1847. Il bacino fu completato nel 1853.
L'ampliamento del porto, reso necessario dalla sua crescente attività, è stato realizzato sul golfo di Fos negli anni '60. Creato con una legge del giugno 1965 e un decreto del novembre successivo, il porto autonomo di Marsiglia è stato ufficialmente istituito il 1 aprile 1966. È finanziariamente autonomo.
È presieduto da un direttore generale nominato dal Consiglio dei ministri, su proposta del ministro vigilante e sentito il consiglio di amministrazione composto da 26 membri in rappresentanza delle diverse istituzioni (Camere di commercio, professionisti portuali e marittimi, rappresentanti eletti del personale enti pubblici e lavoratori portuali).
È stato trasformato in “grande porto marittimo” con decreto n° 2008-1033 del 9 ottobre 2008.
La crisi economica globale del 2008 ha influenzato la sua attività complessiva, che è scesa da 100 Mt nel 2007 a 83 Mt nel 2009, e da allora è rimasta stagnante. Il fatturato complessivo è stato ridotto di 35 milioni di euro tra il 2009 e il 2013.
Il traffico del porto sta diventando sempre più diversificato, in particolare a causa della riduzione dell'attività petrolifera (-22 milioni di euro di greggio importato nel periodo 2009-2013). Il trasporto di merci in container è in forte espansione e le rinfuse solide progrediscono. Analogamente, per quanto riguarda il trasporto passeggeri, mentre il trasporto passeggeri via traghetto è in calo dal 2012 (-20% nel 2014), il porto crocieristico si sta invece sviluppando rapidamente, diventando nel 2015 il quinto più grande del Mediterraneo: il numero di crocieristi è aumentato dell'87,3% tra il 2010 e il 2014, che rappresenta la crescita più forte tra i leader del Mediterraneo.
Nel 2018 il porto ha raggiunto il 107º posto nella classifica mondiale dei porti di Alphaliner, con 1,36 milioni di TEU, un dato in crescita dell'8,8%.

## Statistiche
|      | Traffico generale (tonnellate) | Containers (TEU) | Passeggeri |
| ---- | ------------------------------ | ---------------- | ---------- |
| 2010 | 86 M                           | 953.435          | 2.06 M     |
| 2011 | 88 M                           | 944.047          | 2.3 M      |
| 2012 | 85.79 M                        | 1.062.408        | 2.4 M      |